# Ayaka (Vorname)
Ayaka ist ein weiblicher japanischer Vorname.

## Bekannte Namensträgerinnen
- Ayaka (eigentlich Ayaka Iida, * 1987), japanische J-Pop-Sängerin
- Ayaka Horie (* um 1930), japanische Badmintonspielerin
- Ayaka Kikuchi (* 1987), japanische Eisschnellläuferin
- Ayaka Komatsu (* 1986), Japanisches Idol
- Ayaka Okuno (* 1995), japanische Tennisspielerin
- Ayaka Shiomura (* 1978), japanische Politikerin
- Ayaka Takahashi (* 1990), japanische Badmintonspielerin